# Saint-Vert
Saint-Vert település Franciaországban, Haute-Loire megyében. Lakosainak száma 108 fő (2022. január 1.). Saint-Vert Champagnac-le-Vieux, Chassignolles, Laval-sur-Doulon, Doranges és Fayet-Ronaye községekkel határos.

## Népesség
A település népessége az elmúlt években az alábbi módon változott:
| Lakosok száma | 180  | 135  | 120  | 103  | 111  | 112  | 112  | 107  | 105  | 108  |
|               | 1968 | 1982 | 1990 | 2006 | 2013 | 2015 | 2017 | 2019 | 2020 | 2022 |